# Konstitutive Entscheidung
Als konstitutive Entscheidung (oder Metaentscheidung) wird in der Betriebswirtschaftslehre und Entscheidungstheorie eine Entscheidung bezeichnet, die für ein Unternehmen von grundlegender Bedeutung ist und nur einmal oder sehr selten getroffen werden muss. Gegensatz sind die operativen (Ablauf-)Entscheidungen.

## Allgemeines
Es handelt sich um Entscheidungen der Unternehmensführung, die von grundlegender Bedeutung sind und nur einmalig oder sehr selten zu treffen sind. Aus diesem Grunde sind sie von existenzieller Bedeutung und haben erhebliche Auswirkungen auf die Unternehmensfortführung. „Konstitutive Entscheidungen sind alle Entscheidungen, die eine grundlegende Festlegung der prinzipiellen Arbeitsweise des Betriebes darstellen“.
Operative (Ablauf-)Entscheidungen (Tagesentscheidungen) dagegen werden während des Geschäftsprozesses im operativen Geschäft von unteren Führungsebenen (mehrmals) täglich getroffen. Dazu gehören beispielsweise im Personalwesen Einstellung, Beförderung oder Kündigung von Arbeitnehmern oder im Kreditwesen Kreditentscheidungen.

## Arten
Unterschieden werden kann zwischen folgenden Arten:
- Die Unternehmensgründung selbst ist eine konstitutive Entscheidung und auch die daraus folgenden Konsequenzen wie Betriebsformwahl, Betriebsgröße, Rechtsformwahl, Standortwahl, Aufstellung der Unternehmensplanung, Strategien (Wettbewerbsstrategie, Marktstrategie) und Formulierung der Unternehmensziele sind ebenfalls konstitutive Entscheidungen.
- Während des Geschäftsbetriebs: Aktualisierung der Unternehmensplanung und Unternehmensstrategien, Betriebsaufspaltung, Börsengang, Fusion, strategische Investitionen/Desinvestitionen, Massenentlassung, Outsourcing, Rekapitalisierung, Restrukturierung, Sanierung, Spaltung, Unternehmenskauf, Unternehmensziele oder Unternehmenszusammenschluss.
- Liquidation: Die Gesellschafter müssen bei der Liquidation eine konstitutive Entscheidung über die Auflösung ihres Unternehmens treffen.

Im Hinblick auf die Bedeutung oder Dringlichkeit von Entscheidungsanlässen gibt es mithin konstitutive, operative und situative Entscheidungen.

## Organisatorische Aspekte
Die konstitutiven Entscheidungen haben eine besondere Tragweite und gehören zu den langfristig wirkenden Entscheidungen, während operative Entscheidungen kurz- oder mittelfristige Wirkung entfalten. Außerdem sind es so genannte „echte Entscheidungen“, weil sie einen hohen Komplexitätsgrad und niedrige Determiniertheit aufweisen und zu den Entscheidungen unter Unsicherheit gehören.
Die Fachliteratur unterscheidet zuweilen zwischen kurzfristig und langfristig wirkenden konstitutiven Entscheidungen. So soll die kurzfristige Preisuntergrenze eine operative, die langfristige Preisuntergrenze dagegen eine konstitutive Entscheidung darstellen.